# Az ember, akinek mindene megvolt
Az ember, akinek mindene megvolt egy 1985-ös képregénytörténet, melynek írója Alan Moore, rajzolója pedig Dave Gibbons. A Superman 1985-ös éves különkiadásában megjelent történetben Batman, Robin és Wonder Woman azért látogatnak el a Magány Erődjébe, hogy felköszöntsék Supermant születésnapja alkalmából. A kis csapatnak azonban hamar rá kell jönnie, hogy barátjuk egyik ellenfele, Mongul már megelőzte őket és átadta Supermannek az „ajándékát”. Akárcsak Moore és Gibbons más közös munkái, mint például a Watchmen, Az ember, akinek mindene megvolt szintén aprólékosan kidolgozott és részletekben gazdag történet.